# Turtle Lake (Wisconsin)
Turtle Lake es una villa ubicada en el condado de Barron en el estado estadounidense de Wisconsin. En el Censo de 2010 tenía una población de 1050 habitantes y una densidad poblacional de 134,91 personas por km².

## Geografía
Turtle Lake se encuentra ubicada en las coordenadas 45°23′33″N 92°8′37″O / 45.39250, -92.14361. Según la Oficina del Censo de los Estados Unidos, Turtle Lake tiene una superficie total de 7.78 km², de la cual 7.43 km² corresponden a tierra firme y (4.59%) 0.36 km² es agua.

## Demografía
Según el censo de 2010, había 1050 personas residiendo en Turtle Lake. La densidad de población era de 134,91 hab./km². De los 1050 habitantes, Turtle Lake estaba compuesto por el 92.38% blancos, el 0.19% eran afroamericanos, el 4.57% eran amerindios, el 0.57% eran asiáticos, el 0% eran isleños del Pacífico, el 0.48% eran de otras razas y el 1.81% pertenecían a dos o más razas. Del total de la población el 1.71% eran hispanos o latinos de cualquier raza.